# Dino Valls
Dino Valls (Saragozza, 1959) è un pittore spagnolo di genere figurativo.
Si è laureato in medicina nella Facoltà di Medicina dell'Università di Saragozza, e i suoi studi lo hanno agevolato nella sua analisi e riproduzione dell'anatomia umana e nella focalizzazione della sua psiche; ha tralasciato la professione di medico per dedicarsi all'arte.  Viene considerato uno dei maggiori artisti nel settore delle arti figurative in Spagna.

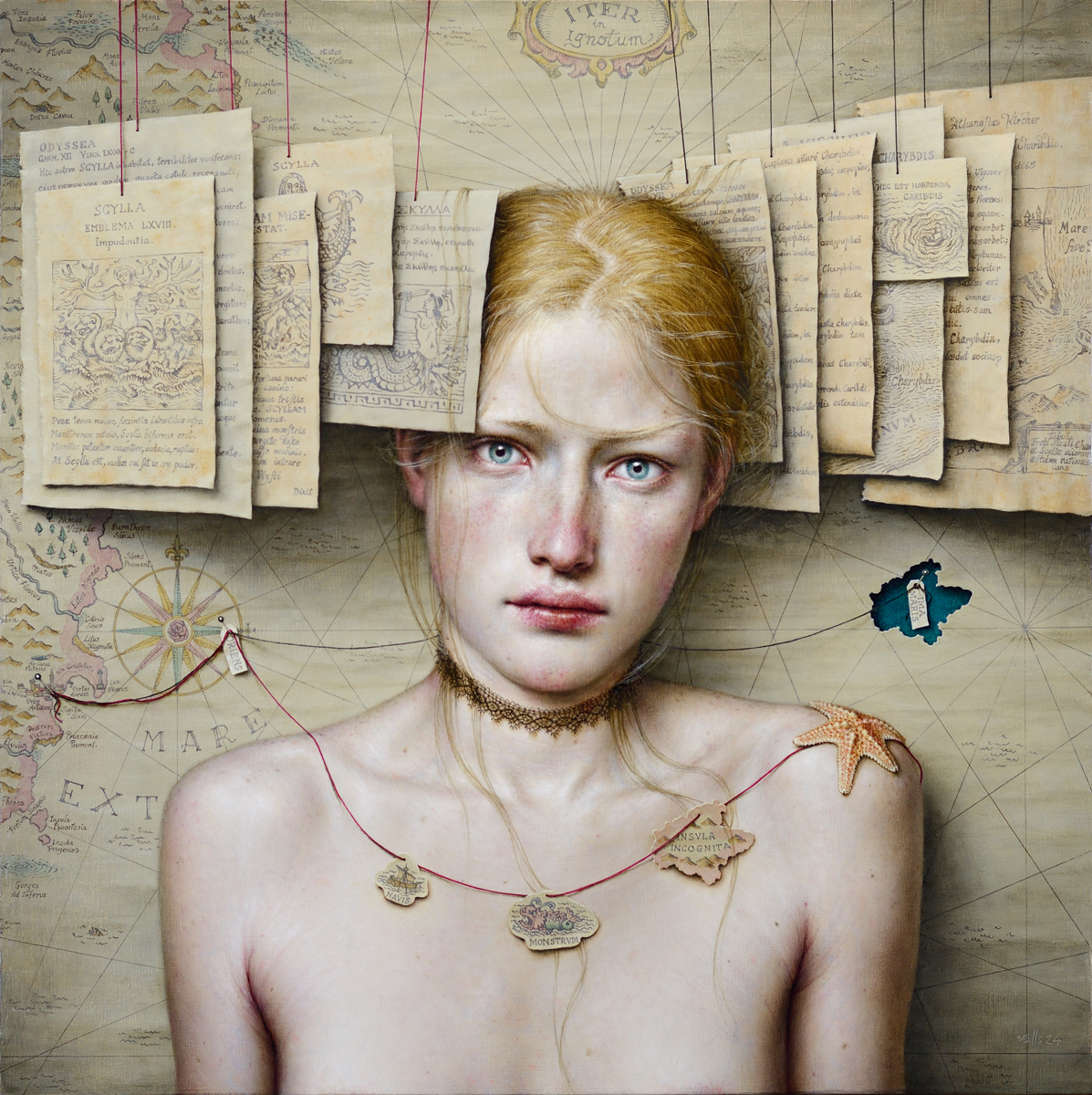
ITER (Dino Valls, olio su tavola, 50 x 50 cm. 2024)

Le sue realizzazioni, che rielaborano ed espandono le tecniche dei maestri del passato, in particolare dei fiamminghi, sedimentati nel lavoro dell'artista, hanno come protagonista l'indagine della psiche umana in cui l'immagine è al servizio di questa ricerca.
Valls ha allestito mostre in Europa e negli Stati Uniti, in alcune delle più importanti gallerie e manifestazioni di arte contemporanea.
Nel 2005 è stato l'unico artista vivente a essere selezionato da Vittorio Sgarbi per la mostra Il Male. Esercizi di pittura crudele alla Reale Palazzina di caccia di Stupinigi.